# ژانلا سالوادور
ژانلا سالوادور (انگلیسی: Janella Salvador؛ زادهٔ ۳۰ مارس ۱۹۹۸) خواننده، مدل، و بازیگر اهل فیلیپین است. وی از سال ۲۰۱۲ میلادی تاکنون مشغول فعالیت بوده است.